# الکساندر مارتینک
الکساندر مارتینک (انگلیسی: Alexander Martinek; ۲۵ آوریل ۱۹۱۹ – ۸ ژوئیهٔ ۱۹۴۴) بازیکن فوتبال اهل رایش آلمان بود.
از باشگاه‌هایی که در آن بازی کرده‌است می‌توان به باشگاه فوتبال هامبورگ و باشگاه فوتبال آدمیرا واکر مودلینگ اشاره کرد.
وی همچنین در تیم ملی فوتبال آلمان بازی کرده‌است.